# フレッチャー・ヘンダーソン
フレッチャー・ヘンダーソン（英語: Fletcher Henderson, 1897年12月18日 - 1952年12月29日）は、アメリカ合衆国のジャズ・ピアニスト、作曲家、編曲家。
バンド・リーダーとしてルイ・アームストロングやコールマン・ホーキンスなどのスター・プレイヤーを輩出した後、ベニー・グッドマン楽団の編曲を担当した、スウィング・ジャズ界の重要人物。

## 来歴
ジョージア州生まれ。アトランタ大学卒業後、ニューヨークに渡りコロンビア大学で化学を専攻。しかし、アフリカ系アメリカ人に対する差別のため、化学関係の職に就けず、ブラック・スワン・レコードに就職。同社のハウス・ピアニストとして活躍した。
1922年、自分の楽団を結成。1923年にはコールマン・ホーキンス（テナー・サックス）が、1924年にはルイ・アームストロング（トランペット）が加入し、アフリカ系アメリカ人の楽団としては異例の人気を博した。ビッグバンド・ジャズのブームを巻き起こした歴史的なバンドである。なお、アームストロングは数年で独立するが、ホーキンスは1930年代初頭に至るまで、ヘンダーソン楽団の看板奏者として活躍。また、1920年代中期には、ヘンダーソンはベッシー・スミスの伴奏ピアニストとしても活動している。
その後、ベニー・グッドマンと出会い、グッドマンの楽団の編曲を手掛けるようになる。1939年には自分の楽団を解散し、グッドマンとの活動が中心となった。
1950年、脳卒中の後遺症による麻痺のため、ピアノを断念。1952年没。

## ディスコグラフィ

### コンピレーション・アルバム
- 『ファースト・インプレッションズ　Vol.1 (一九二四-一九三一)』 - First Impressions 1924–1931 Vol. 1 (1958年、Decca)
- 『スイングス・ザ・シング　Vol.2 (一九三一-一九三四)』 - Swing's the Thing 1931–1934 Vol. 2 (1961年、Decca) ※with ホレス・ヘンダーソン
- A Study in Frustration (1961年、Columbia)
- Hocus Pocus (1992年、Bluebird)
- 『1931-34〜タイダル・ウェイヴ』 - Tidal Wave (1994年、GRP)
- 『ケン・バーンズ・ジャズ〜20世紀のジャズの宝物』 - Ken Burns Jazz: Fletcher Henderson (2000年、Columbia/Legacy)
- Sweet and Hot (2007年、Le Chant du Monde)

### ベニー・グッドマン・オーケストラ・アレンジ作品
- Sing, Sing, Sing (1992年、Bluebird/RCA)
- The Harry James Years, Vol. 1 (1993年、Bluebird/RCA)
- The Best of the Big Bands (1989年、Columbia) ※ベニー・グッドマン名義。1933年-1946年録音
- Genius of the Electric Guitar (1990年、Columbia) ※グッドマン・セクステット名義で録音するもチャーリー・クリスチャン名義でリリース。1939年–1941年録音